# Polydactylus mullani
Polydactylus mullani är en fiskart som först beskrevs av Hora 1926.  Polydactylus mullani ingår i släktet Polydactylus och familjen Polynemidae. Inga underarter finns listade i Catalogue of Life.